# Родниковское сельское поселение (Крым)
Родниковское се́льское поселе́ние (укр.  Родниківське сільське поселення, крымскотат. Родниково кою, Къулчукъ кою) — муниципальное образование в составе Симферопольского района Республики Крым России.

## География
Поселение расположено на северо-западе района, в степном Крыму, в верховьях долины реки Тобе-Чокрак. Граничит на северо-западе с Сакским районом, на севере — с Журавлёвским сельсоветом, далее, по часовой стрелке, с Гвардейским, Укромновским, Перовским, Новосёловским, Скворцовским и Школьненским сельскими поселениями.
Площадь поселения 68,42 км².
Основная транспортная магистраль: автодорога 35К-004 Симферополь — Евпатория (по украинской классификации P-23).

## Население
| 2001  | 2014  | 2015  | 2016  | 2017  | 2018  | 2019  |
| ----- | ----- | ----- | ----- | ----- | ----- | ----- |
| 5329  | ↗5456 | ↗5474 | ↗5517 | ↗5602 | ↗5722 | ↗5763 |
| 2020  | 2021  |       |       |       |       |       |
| ↗5808 | ↘5450 |       |       |       |       |       |

## Состав
В состав поселения входят 6 сёл:
| № | Населённый пункт | Тип населённого пункта | Население |
| - | ---------------- | ---------------------- | --------- |
| 1 | Родниково        | село, центр            | ↗3744     |
| 2 | Аркадьевка       | село                   | ↘512      |
| 3 | Кубанское        | село                   | →136      |
| 4 | Курганное        | село                   | ↘651      |
| 5 | Новый Мир        | село                   | ↗421      |
| 6 | Шафранное        | село                   | ↘244      |

## История
Решением облисполкома от 10 августа 1954 года был образован Родниковский сельский совет путём объединения Кубанского и Степного сельсоветов. На 15 июня 1960 года совет уже имел современный состав:

| - Аркадьевка, - Кубанское, - Курганное, | - Новый Мир, - Родниково, - Широкое |

Указом Президиума Верховного Совета УССР «Об укрупнении сельских районов Крымской области», от 30 декабря 1962 года Симферопольский район был упразднён и сельсовет присоединили к Бахчисарайскому. 1 января 1965 года, указом Президиума ВС УССР «О внесении изменений в административное районирование УССР — по Крымской области», вновь включили в состав Симферопольского. С 12 февраля 1991 года сельсовет в восстановленной Крымской АССР, 26 февраля 1992 года переименованной в Автономную Республику Крым. С 21 марта 2014 года в составе Крыма аннексировано Россией. Законом «Об установлении границ муниципальных образований и статусе муниципальных образований в Республике Крым» от 4 июня 2014 года территория административной единицы была объявлена муниципальным образованием со статусом сельского поселения.